# Anastasiya Akchurina
Anastasiya Mijáilovna Akchurina –en ruso, Анастасия Михайловна Акчурина; nacida como Anastasiya Mijáilovna Cherviakova, Анастасия Михайловна Червякова– (Nizhni Nóvgorod, 14 de junio de 1992) es una deportista rusa que compite en bádminton. Ganó una medalla de bronce en el Campeonato Europeo de Bádminton de 2017, en la prueba de dobles.

## Palmarés internacional
| Campeonato Europeo | Campeonato Europeo  | Campeonato Europeo | Campeonato Europeo |
| Año                | Lugar               | Medalla            | Prueba             |
| ------------------ | ------------------- | ------------------ | ------------------ |
| 2017               | Kolding (Dinamarca) | Medalla de bronce  | Dobles             |